# 葉元階
叶元阶（1805年—1840年），字心水，又字仲兰。慈溪（今浙江宁波）人。
嘉庆甲子年十二月初四出生。清朝诸生。先世藏书十万余卷。與厉志在宁波府创办枕湖吟社。擅画兰花，筆墨秀雅。道光己亥年十二月十八日卒。有《赤堇遗稿》六卷。